# 1741 Ґіклас
1741 Ґіклас (1741 Giclas) — астероїд головного поясу, відкритий 26 січня 1960 року.
Тіссеранів параметр щодо Юпітера — 3,288.